# Umarizal (Belém)
Umarizal é um bairro localizado na Zona Centro-Sul (Distrito Administrativo de Belém) da cidade brasileira de Belém, capital do estado do Pará. Atualmente é o bairro mais valorizado, possuindo o metro quadrado mais caro da região.
Durante o século XX era um bairro popular, habitado pela classe pobre, marcado pela significativa presença de negros forros segregados, mas ganhando destaque por sua força cultural - de costumes, festas e, tradições religiosas - com destaque para 1848, quando ocorreu a primeira festa de 15 dias do Divino Espírito Santo (por Mestre Martinho, natural de Óbidos) com bailes e outras recreações, originando os cordões de bumbá, pastorinhas, pássaros (Tentem, Mutinó, Beijaflor) e, encontros festivos de samba noturno, bambiá e lundu. A medida que a urbanização do bairro avançou, acompanhado de um processo de negação da cultura afro-brasileira, com o plano de modernização durante o republicanismo de Antônio Lemos, estes foram forçados a se instalarem nos bairros periféricos da Pedreira e do Guamá, onde instalaram os batuques e sambas.
Nas décadas de 1970, o bairro era local de encontro de intelectuais, boêmios e sambistas, contudo essa imagem não desapareceu com o início a expansão imobiliária nesta década. Além de prédios e residências históricas remanescentes do período de expansão, a partir da década de 1990, o bairro se caracterizou como um grande centro de entretenimento noturno da cidade, com restaurantes, bares, boates, casas de show e botecos dedicados às classes A e B.
Este bairro inaugurou um forte processo de verticalização que modificou seu desenho urbano nas últimas três décadas, transformando em um bairro tanto de serviços quanto residencial, até a metade da década de 1970, conservando centenas de imóveis e palacetes do início do século XX, construídos durante a Belle Époque, na época do apogeu do ciclo da borracha amazônica. O perfil do bairro mudou radicalmente devido ao crescimento populacional de Belém. Muitos edifícios foram construídos no local que anteriormente era ocupado por grandes e antigos casarões, transformando o bairro no centro nervoso dos negócios imobiliários e na principal referência da agitação noturna da cidade.
O maior ícone do Umarizal é a Travessa Almirante Wandenkolk,  onde se concentram boa parte dos bares e restaurantes. Os principais logradouros do bairro são: a editora da Universidade do Estado do Pará, o Complexo Turístico do Ver-o-Rio, a Praça Brasil e o Teatro Universitário Cláudio Barradas, da UFPA. Neste bairro também estão a Santa Casa de Misericórdia, o Instituto de Ciências e Saúde da Universidade Federal do Pará e parte da estrutura portuária de Belém, estas constituídas pelos armazéns 11 e 12 e os silos do Porto de Belém.

## Toponímia
A etimologia do topônimo umarizal deriva da palavra "umari", nome da árvore de fruta silvestre, típica do Pará, que existia em abundancia no local à época de sua colonização.
Grande parte das ruas do bairro foi nomeada em homenagem aos rebeldes que fizeram no Pará uma campanha da independência do Brasil. Há também ruas que levam nomes de paraenses que participaram da Cabanagem, revolução popular que ocorreu entre 1835 e 1840.

## História
Desde a origem da cidade de Santa Maria de Belém do Grão Pará (frequentemente chamada de Belém do Pará) até a segunda metade do Século XIX, o núcleo urbano do município era formado por apenas três bairros, o Cidade Velha (Freguesia da Sé), Campina (Freguesia de Sant`Ana) e parte dos bairros de Nazaré e Batista Campos (Freguesia da Trindade). Anteriormente, o Umarizal era um bairro onde se concentravam fazendas e moradias de pessoas desafortunadas, dando a região a característica de bairro periférico, no entanto, durante o ciclo da borracha amazônica, o Umarizal transformou-se em um dos bairros mais nobres da capital paraense. O apogeu de Belém no ciclo da borracha ocorreu entre o final do Século XIX e o Início do Século XX, o surto econômico da cidade atraiu muitos migrantes de várias regiões do Brasil, principalmente da Região Nordeste.

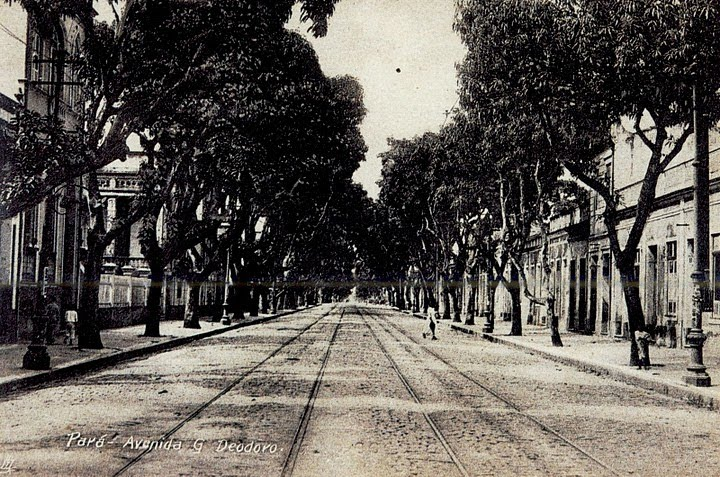
Avenida Generalíssimo Deodoro no início do Século XX

Este fluxo migratório gerou uma grande explosão demográfica, em pouco tempo as três freguesias do centro da cidade já nao suportavam a grande população que cresceu rapidamente. Neste período surgiu uma nova classe de abastados no Pará, os empresários que lucravam alto com os aviadores e seringalistas eram conhecidos como Barões da Borracha. As famílias dessa nova e crescente classe abastada paraense resolveram construir suas residências, geralmente palacetes e casarões luxuosos, que seriam levantados em lugares afastados e pouco povoados, o que originou os bairros de Nazaré, Batista Campos e Umarizal. Uma das vantagens de morar nesses lugares eram os grande lotes de terra vendidos a preços pequenos. Por causa dessa expansão as pessoas pobres que residiam nesses bairros foram empurrados para áreas muito mais afastadas, transformando bairro que presentemente são considerados de periferia, como a Pedreira e o Telégrafo.
Enquanto a Cidade Velha e a Campina paulatinamente se transformaram em centro de atividades comerciais, o Umarizal foi sendo urbanizado com recursos econômicos gerados pela riqueza da borracha, Belle Époque. Recebendo obras como: calçamento de ruas, trilhos de bondes elétricos, sistema de água e, eletricidade. Importando muitos costumes europeus, além de influenciar na arquitetura de suas construções, geralmente inspiradas no Art Nouveau. Em meados de 1920, a sua área leste apresentava as mesmas características geográficas e sociais do bairro do Reduto, centro industrial de Belém na época. Esta região acabou sendo beneficiada por um pequeno centro industrial, onde ficavam localizadas as indústrias de transformação de fibras vegetais, artefatos de alumínio e de couro. Na década de 50, esse bairro também era conhecido pelas vacarias, pequenas propriedades, normalmente de portugueses, que se dedicavam a fornecer leite para a cidade. Alguns de seus moradores eram pessoas que trabalhavam no centro industrial do Reduto e também que trabalhavam na navegação, por ser um bairro próximo do Cais do Porto. Na segunda metade da década de 1970, tem início a expansão imobiliária e a verticalização do Umarizal que ocuparam o local de antigos casarões.

## Geografia
O bairro faz limites com o bairro do Reduto ao sul, os bairros de Nazaré, Fátima e São Brás a leste, os bairros do Telégrafo e da Pedreira ao norte e a Baía do Guajará a oeste. Está localizado na Zona Centro-Sul da cidade e pertence ao Distrito Administrativo de Belém (Centro da capital paraense, considerado áreas nobres segundo o IBGE). O Umarizal possui 64 Quarteirões, quatro avenidas, oito ruas e sete travessas.
A Lei Nº 7245, de 24 de Janeiro de 1984 delimita as áreas que compõem os bairros de Belém, segundo Art. 1º os 20 (vinte) Bairros de Belém que compõem a sua área patrimonial terão os limites e as confrontações estabelecidas na presente Lei, assim especificamos que o bairro do Umarizal tem como ponto inicial e final o encontro da Trav. José Pio com a Rua de Belém, e sua linha de limites segue pelos seguintes pontos de referência: Trav. José Pio, lado par; Trav. 14 de Março, lado par; Pass. Independência, lado par; Av. Alcindo Cacela, lado par; Rua Oliveira Belo, lado par; Trav. 9 de Janeiro, lado par; Rua João Balbi, lado ímpar; Av. Alcindo Cacela, lado impar; Rua Boaventura da Silva, lado impar; Av. Visconde de Souza Franco, lado ímpar; linha seca, do encontro da Av. Visconde de Souza Franco, com a Av. Marechal Hermes à margem direita da Baía do Guajará; Baia do Guajará, margem direita; linha seca, da margem direita da Baía do Guajará ao encontro da Trav. José Pio com a Rua de Belém.

### Principais vias
- Avenida Pedro Álvares Cabral: a principal avenida do bairro, importante para o Porto de Belém, interliga os bairros do Umarizal, Telégrafo, Sacramenta e Marambaia ao Complexo Viário do Entroncamento;
- Avenida Generalíssimo Deodoro: via mais movimentada do bairro, abriga muitos estabelecimentos comerciais, interliga o Umarizal aos bairros de Nazaré e Cremação;
- Avenida Senador Lemos: via que inicia na Avenida Visconde de Souza Franco e interliga o bairro do Umarizal com os bairros do Telégrafo e Sacramenta;
- Avenida Alcindo Cacela: via que atravessa os bairros do Umarizal, São Brás, Cremação e Condor;
- Rua da Municipalidade: via que inicia no bairro do Reduto, passando também pelos bairros do Umarizal e Telégrafo;
- Rua Bernal do Couto: via que cruza a região central do bairro;
- Rua Antônio Barreto: via que liga os bairros do Umarizal e Fátima;
- Rua Diogo Móia: via que liga o bairro do Umarizal ao bairro de Fátima
- Travessa Almirante Wandenkolk: um dos endereços mais valorizados da capital paraense, conta com grande circuito de bares e restaurantes, sendo a referência de vida noturna na cidade. Além disso, abriga vários edifícios residenciais de alto padrão.)
- Travessa Dom Romualdo de Seixas: via em homenagem ao bispo e político Romualdo Antônio de Seixas, nascido em Cametá;
- Travessa Dom Romualdo Coelho: via em homenagem ao bispo Romualdo de Souza Coelho, também nascido em Cametá, teve papel importante durante a Cabanagem, e;
- Travessa 14 de Março: via que cruza os bairros do Umarizal, Nazaré e Cremação.

## Cultura

### Patrimônio histórico
No início do século XX, muitos casarões e palacetes foram erguidos no bairro, em sua maioria de estilo eclético e neoclássico. Apesar da maior parte dos casarões terem desaparecido em virtude da expansão imobiliária do bairro, ainda há resquícios desse patrimônio histórico espelhados em suas ruas largas e movimentadas. Construções históricas que ainda resistem à ação do tempo e e pressões econômicas, guardam a memória do antigo Umarizal da Bellé.
Entre as principais construções históricas, estão duas igrejas, a Igreja de São Raimundo Nonato em estilo gótico datada de 1917 e a Capela da Medalha Milagrosa, Dois prédios pertencentes à UFPA (Escola de Teatro e Dança e o Instituto de Ciência da Saúde) e um antigo Cinema, de estilo Art Déco, o antigo Cine São João e mais tarde Cine Art. Na porção ao leste, a maioria das edificações era de origem fabril, devido à proximidade com o antigo bairro industrial de Belém, o Reduto. Resquícios deste tempo é um galpão que serviu como depósito de pregos na Travessa Wandenkolk com a Avenida Senador Lemos, que atualmente funciona um tradicional bar da cidade.

### Vida noturna
Bairro emblemático das noites belenenses, o Umarizal é referência turística em Belém quanto à badalação noturna, abrigando quatro grandes boates, dezenas de bares temáticos e restaurantes de especialidades variadas. Os principais pontos da agitação noturna estão localizados em Logradouros da Avenida Almirante Wandenkolk, Avenida Senador Lemos e na Rua Dom Romualdo Seixas.

### Principais Bares e Restaurantes

###### Armazém Belém
Localização: Boulevard Shopping -  Av. Visc. de Souza Franco, 776 - Reduto, Belém - PA, 66053-000
Rede Social: https://www.facebook.com/ArmazemBelemOficial?utm_source=tripadvisor&utm_medium=referral

###### Sorveteria Cairu
Localização: Travessa Dom Romualdo Seixas, 1139, Belém, Pará 66055-200, Brasil
Rede Social: https://www.facebook.com/Sorveteriacairuoficial/

###### Back Dog Pub
Localização: Rua Bernal do Couto 791 Umarizal, Belém, Pará 66055-080, Brasil
Site: http://blackdogpub.com.br/?utm_source=tripadvisor&utm_medium=referral

###### Baviera Boutique Bar
Localização: Rua Bernal do Couto, 580 | Umarizal, Belém, Pará 66055-080, Brasil
Site: http://www.bavieraboutiquebar.com.br/?utm_source=tripadvisor&utm_medium=referral

###### Avuado Restaurante
Localização: Tv Dom Romualdo de Seixas 823 | entre Bernal do Couto e Jeronimo Pimentel, Belém, Pará 66050-110, Brasil
Rede social: https://www.facebook.com/avuadorestaurante/

###### UATA?
Localização: Rua Con. Jeronimo Pimentel | Food Park Papa Xibé, Belém, Pará 66055-000, Brasil
Rede Social: https://www.facebook.com/uata123/?utm_source=tripadvisor&utm_medium=referral

###### Casa do Bacalhau
Localização: R. Diogo Moia | Umarizal, Belém, Pará, Brasil
Site: http://www.casadobacalhaubelem.com.br/?utm_source=tripadvisor&utm_medium=referral

###### Porpino Burguer
Localização: Jeronimo Pimentel, Nº 242 | Esquina Com Almirante Wandenkolk, Belém, Pará 66055-000, Brasil
Rede Social: https://www.instagram.com/porpinoburger/?hl=pt-br

###### Grão Culinária Saudável
Localização: Travessa Dom Pedro I, 546 | Between Municipalidade e Senador Lemos, Belém, Pará 66050-100, Brasil
Rede Social: https://www.instagram.com/graoculinariasaudavel/?hl=pt-br

###### Roxy Bar
Localização: Av. Senador Lemos, 231 | Umarizal, Belém, Pará 66050-000, Brasil
Site: https://www.roxybar.com.br/?utm_source=tripadvisor&utm_medium=referral

### Empreendimento em turismo
O Complexo Ver-o-Rio é um dos principais espaços de lazer em Belém, o local é uma das poucas janelas de acesso aos rios que banham a cidade. Outra atração muito visitada é a Praça Brasil, local muito frequentado por moradores e alguns turistas nos fins de semana.

### Pontos turísticos
Ver-o-Rio
Numa área de cinco mil metros quadrados de frente para a baía do Guajará no bairro do Umarizal em Belém, o projeto alia contemplação à natureza com a praticidade na utilização do espaço urbano. Comidas típicas, shows musicais, cultura e uma exuberante paisagem podem ser apreciados no Complexo Turístico Ver-o-Rio, uma espécie de praça pública, localizada às margens da Baía do Guajará. O complexo conta com barracas de comidas típicas, bares, um palco, playground, calçadão de pedra portuguesa e um marégrafo - aparelho que mede o nível da maré. E muito mais!
Localização: Av. Mal. Hermes, 1374 - Umarizal, Belém - PA, 66645-745
Ver-o-Rio
Museu Emílio Goeldi
O Museu Paraense Emílio Goeldi (inicialmente denomidado Associação Philomática) popularmente conhecido como Museu Goeldi, é uma instituição pública fundada em 1871, vinculada ao Ministério da Ciência e Tecnologia do Governo Federal, localizada no município brasileiro de Belém, capital do estado do Pará.
Localização: Av. Gov Magalhães Barata, 376, Belém - PA, 66040-170
Museu Goeldi

### Teatros
O Teatro Universitário Cláudio Barradas e a Escola de Teatro e Dança da UFPA estão localizados no burburinho do Umarizal, o conjunto tem a função de contribuir para as artes cênicas no Pará. Outro teatro do bairro é A Casa da Atriz, pequeno, porém importante para os estudos teatrais em Belém.

### Museus
O Espaço Cultural Ministro Orlando Teixeira da Costa foi aberto ao público para a exposição das obras do artista plástico paraense João Carlos Torres da Silva. O espaço possui trinta e oito obras, entre instalações, gravuras e objetos.

### Samba
A principal escola de Samba do bairro é a SRCC Império de Samba Quem São Eles.

## Sociedade
A maioria de seus habitantes é de classe média alta com alto poder aquisitivo, nos últimos anos, áreas próximas a [[Avenida Visconde de Souza Franco tem atraído empreendimento imobiliários de luxo, o que contribuiu para a valorização imobiliária e um aumento na construção de edifícios no bairro. E apesar do Umarizal ser um bairro nobre, ainda há contrastes sociais, áreas próximas aos bairros do Telégrafo, contrastam com o status de bairro nobre que o Umarizal recebe.
O Umarizal possui 30.090 habitantes segundo o censo do IBGE de 2010, 56,4% de seus moradores são do sexo feminino e 43,6% pertencem ao sexo masculino. Em relação à faixa etária, 46,5% dos habitantes são adultos entre 25-59 anos, 40,0% são jovens com até 24 anos e 13,5% são idosos de 60 anos ou mais. Em relação à renda de sua população residente, 31,5% possui renda de até 3 salários mínimos, 10,7% (3-5 salários mínimos), 22,3% (5-10 salários mínimos) e 35,4% (mais de 10 salários mínimos).

### Moradores ilustres
No Umarizal nasceram e viveram renomados artistas e intelectuais paraenses, como o escritor Raymundo Mário Sobral, a jornalista e escritora Eneida de Moraes e o sambista e compositor David Miguel.

### Criminalidade
Ao contrário do que ocorre em bairros já conhecidos pela violência cotidiana, no Umarizal não há acertos de conta, assassinatos ou tráfico de drogas, como ocorre em bairros de periferia como Guamá e Cabanagem. Os índices referem-se a outros tipos de crimes, como os sequestros-relâmpagos, as saidinhas bancárias e os assaltos com reféns, reflexo do perfil socioeconômico de seus moradores de alto poder aquisitivo, o que atrai criminosos de áreas vizinhas mais pobres. Os principais alvos da violência são os estabelecimentos comerciais, clientes de bancos e motoristas. Entre os locais mais perigosos estão pontos das avenidas Pedro Álvares Cabral, Senador Lemos e a Alcindo Cacela, além das regiões próximas a Zona Portuária e ao bairro do Telégrafo. Entre janeiro a outubro de 2008 foram registradas 1 013 ocorrências no Umarizal. Em 2009 o número caiu para 980 registros. Segundo a 6ª ZPol o Umarizal é um dos mais policiados da capital.

## Economia

### Mercado imobiliário
O metro quadrado no bairro varia entre R$ 4,5 mil a R$ 6 mil, em média. Atualmente há muitos edifícios e construções e vários que ainda serão construídos, a maioria deles de mais de 30 pavimentos. Desde 1994, o plano diretor da cidade proibiu a construção de espigões no vizinho bairro do Reduto, por este abrigar um precioso acervo histórico. Isso fez o Umarizal sofrer uma grande explosão imobiliária.

### Serviços
O Umarizal possui três grandes supermercados, a editora da Universidade do Estado do Pará, o Instituto de Ciências da Saúde da Universidade Federal do Pará, um mercado (Santa Luzia), cinco agencias bancárias, duas escolas particulares, dez escolas públicas, seis farmácias, duas agências de correios, uma delegacia e sete hospitais, entre eles a Santa Casa de Misericórdia do Pará (público), o Pronto Socorro Municipal Mario Pinotti (público), o Hospital Geral de Belém (pertencente ao Exército) e o Hospital da Beneficência Portuguesa (particular).